# Xylotrechus deletus
Xylotrechus deletus är en skalbaggsart som beskrevs av Auguste Lameere 1893. Xylotrechus deletus ingår i släktet Xylotrechus och familjen långhorningar.
Artens utbredningsområde är Laos. Inga underarter finns listade i Catalogue of Life.